# Upplands runinskrifter 286
Upplands runinskrifter 286 är en vikingatida runsten av granit vid Torsåker slott, Hammarby socken och Upplands-Väsby kommun. Runstenen är 1,3 meter hög och cirka 1,0 meter bred. Runhöjden är 5-7 centimeter. Samme Olev, som minnesmärket är rest efter, omnämns också på U 285. De bägge stenarna är sannolikt ristade av samme runmästare och de stod tidigare på samma plats. Holmlög har låtit resa båda stenarna och U 286 tillsammans med Gillög. Ristningens nedre högra del är skadad.

## Inskriften
Translitterering av runraden:
× hu... uk × kiluk × litu × raisa × stain × eftiʀ × o(l)... ...
Normalisering till runsvenska:
Ho[lmlaugʀ](?)/Ho[lmlaug](?) ok Gillaug letu ræisa stæin æftiʀ Ol[æif](?) ...
Översättning till nusvenska:
Holmlög(?) och Gillög läto resa stenen efter Olev(?) ...